# Wabe (Schunter)

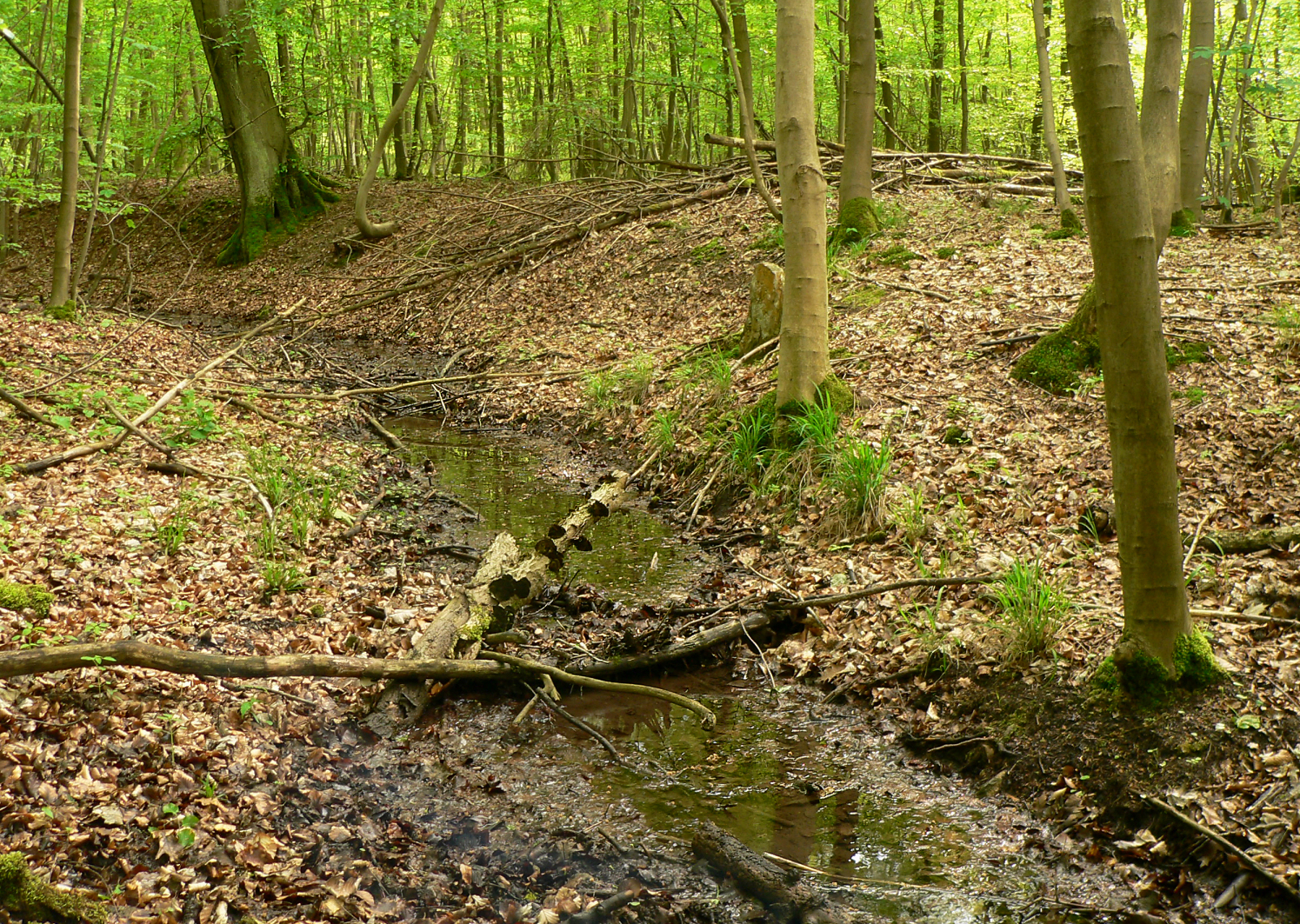
Quellgebiet im Elm

Die Wabe ist ein Bach in Niedersachsen von etwa 26,5 Kilometer Länge. Sie entspringt im Elm und mündet in Braunschweig von links in die Schunter.

## Name
Der Name ist aus dem 13. Jahrhundert  als Wevene bzw. Wavena überliefert. Die Namensbedeutung wird mit „Wabernde“, „sich hin und her Bewegende“ angegeben.

## Geografie

### Quelle
Die Wabe entwässert den Nordteil des Elm nach Westen. Ihr Quellgebiet liegt oberhalb des Reitlingstals in dem gleichnamigen Naturschutzgebiet Reitlingstal. Der Bach bildet sich in dem Gebiet eines Quellsumpfes, der seit Jahrhunderten im Volksmund als „Hölle“ bezeichnet wird. Er fließt durch das rund drei Kilometer lange Tal und hat in Lucklum bereits 100 Höhenmeter zurückgelegt. Im Talkessel wurde der Bach mehrfach zu Fischteichen angestaut, der größte heißt „Großer Teich“. Dort befindet sich heute ein Weidehof mit Pferdeställen, wo im Mittelalter eine Wasserburg stand.

### Verlauf
Bei Erkerode verlässt die Wabe den Elm, fließt auf Fahrbahnhöhe durch das Dorf und treibt eine Museumsmühle an. Im weiteren Verlauf erreicht sie Lucklum, Neuerkerode und Sickte. Hinter Sickte bei der Kläranlage zweigt der Feuergraben Richtung Westen ab, während die Wabe nach Südwesten zur Mühle Apelnstedt strebt. Bei der ehemaligen Zuckerfabrik Salzdahlum ändert sie ihre Fließrichtung nach Norden und nimmt mehrere Gräben auf und verläuft parallel zum Salzdahlumer Graben, der zwischen Mascherode und Hötzum durch eine kleine Furt überquerbar ist und in die Wabe mündet.
Auf gleicher Höhe zweigt die Neue Wabe vom alten Flusslauf nach Norden ab und tritt in ein weiträumiges Renaturierungsgebiet ein, während der alte Fluss weitestgehend schnurgerade bis zum Schöppenstedter Turm über die Rautheimer Mühle geführt wird. Im Osten verläuft ebenfalls parallel der Feuergraben, bis er bei Rautheim von rechts in die Neue Wabe mündet, nur etwa 100 m vor dem Reitlingsgraben.
Auf Höhe der Bundesstraße 1 nördlich des Schöppenstedter Turms zweigt von der Wabe das Gewässer Mittelriede ab. Außerdem wird dort ebenfalls die Neue Mittelriede abgezweigt und führt durch ein umfangreiches Feuchtgebiet, das seit 2009 westlich der Buchhorst im Rahmen einer Renaturierungsmaßnahme angelegt worden ist. Dort mündet auch von rechts der Alte Reitlingsgraben. Wabe und Mittelriede verlaufen im Stadtgebiet von Braunschweig auf einer Strecke von etwa sechs Kilometern parallel in Richtung Norden und durchfließen dabei die Ortsteile Riddagshausen, Gliesmarode und Querum im Stadtbezirk Wabe-Schunter-Beberbach. Zum Schutz gegen Hochwasser in der Wabe bestehen mehrere Entlastungswehre, die das Wasser in die Mittelriede abschlagen. Die Stauhöhe dieser Wehre verhindert zudem ein Trockenfallen der Wabe in der Niedrigwasserperiode. Bei Querum münden beide Gewässer in einem Abstand von rund 400 Meter in die Schunter.

### Nebenflüsse

#### Diagramm der größten Zuflüsse
- Kuxbergbach, (GKZ 4828812, links)[5]
- Butterbergbach (GKZ 4828814, rechts)
- Markmorgengraben (GKZ 4828816, links)
- Galgenbergbach (GKZ 4828818, rechts)
- Ohe (GKZ 482882, rechts)
- Grenzgraben (GKZ 4828836, links),
  - Wiesengraben (GKZ 4828362, rechts)
- Salzdahlumer Graben, auch Breite Beeke (GKZ 482884, links)
  - Ahlumerteichbach (GKZ 4828842, rechts)
  - Bökerbach (GKZ 4828844, links)
  - Vogelsülzebach (GKZ 4828846, rechts)
- Neue Wabe (GKZ 482852, rechts)[6]
  - Feuergraben (GKZ 48288522, rechts)
    - Hötzumerbach (GKZ 482885222, rechts)
    - Großer Holzbach (GKZ 482885224, rechts)

  - Reitlingsgraben (GKZ 48288524, rechts)
- Alter Reitlingsgraben (GKZ 482886, rechts)

  - Klein Schöppenstedterbach (GKZ 48288722, links)
- Weddeler Graben, (GKZ 482888, rechts)

### Siedlungsnamen
Nahe der Wabe entstand in Braunschweig-Gliesmarode 1922 die „Wabetal-Siedlung“. Um 1937 wurde in Braunschweig-Querum nahe der Mündung in die Schunter die „Wabenkampsiedlung“ gebaut.

### Naturraum
Das Wabetal zwischen Salzdahlum im Süden und Klein Schöppenstedt im Norden wird als eigene naturräumliche
Region 6. Ordnung im Handbuch der naturräumlichen Gliederung Deutschlands unter der Ordnungsnummer 512.06 gelistet. Es ist damit Bestandteil des Ostbraunschweigischen Hügellands im Nördlichen Harzvorland.

## Gewässerqualität

### Gewässerüberwachung

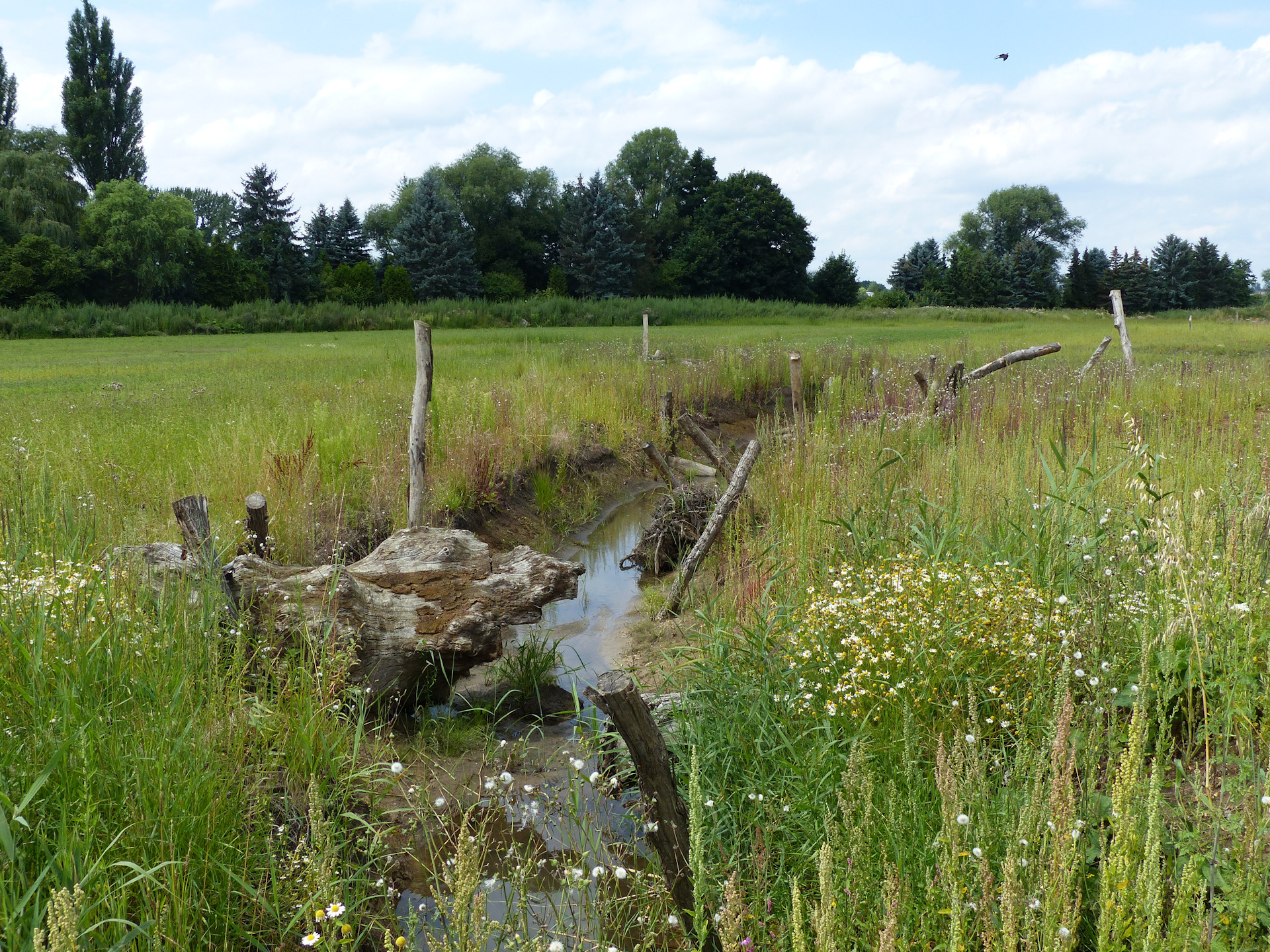
Renaturierter Verlauf der Wabe bei der Rautheimer Mühle 2017

Die Wabe wird als löss-lehmgeprägter Tieflandbach eingestuft. Die Qualität wird vom zuständigen niedersächsischen Landesbetrieb NLWKN und außerdem abschnittsweise von den Unteren Naturschutzbehörden überwacht. Im Rahmen der Umsetzung der Europäischen Wasserrahmenrichtlinie hat der NLWKN ein Wasserkörperdatenblatt erstellt, das Wabe und Mittelriede erfasst. Dort werden der ökologische Zustand und das ökologische Potenzial als „unbefriedigend“ bewertet. Dies ist in den Strukturdefiziten durch kanalartige Begradigungen im mittleren Lauf sowie in weiten Abschnitten durch fehlenden Uferbewuchs begründet.
Der chemische Gesamtzustand ist „gut“, auch das Fischaufkommen wird als gut eingestuft, obwohl der biologische Zustand nur „mäßig“ ist. Die Gewässerqualität wird durch Schadstoffe aus der Landwirtschaft und durch die Kläranlage Sickte belastet.

### Verbesserung der Strukturgüte
Nördlich der ehemaligen B1 bis zur Bahnstrecke an der Mastbruchsiedlung ist seit 2009 das Bett der dort abzweigenden und parallel verlaufenden Mittelriede völlig neu und naturnah umgestaltet worden, während die Wabe dort in ihrem alten Bett fließt. Ein weiterer Renaturierungs-Abschnitt ist südlich der A 39 bis zur Stadtgrenze bei Hötzum im Dezember 2018 als Ausgleichsmaßnahme für den Autobahnbau fertiggestellt worden. Er umfasst umfangreiche naturnahe, neu angelegte Verläufe zwischen dem Feuergraben und dem Reitlingsgraben, Totholzzonen, Stillgewässer sowie die Umwandlung von Acker und Wiesen in extensiv genutzte Grünlandflächen. Neben den bereits erfolgten Umgestaltungen in der Mittelriede ist auch die Beseitigung von Sohlabstürzen in Erkerode und Rautheim günstig für die Bachstruktur.

## Wirtschaftliche Nutzung
Mühlen
Entlang der Wabe sind zahlreiche historische Standorte für Wassermühlen verzeichnet, wovon die Obere Mühle in Erkerode noch als Museum genutzt wird und zeitweise der Öffentlichkeit zugänglich ist. Am Standort Niedersickte wurde bis 2005 noch eine Getreidemühle betrieben und 2011 abgerissen.
Die Mühlenstandorte waren:
- Obere Mühle, Erkerode, heute Museum
- Mittelmühle, Erkerode (Denkmal)[10]
- Untere Mühle, Erkerode
- Steinmühle, Lucklum
- Gutsmühle, Rittergut Lucklum
- Mühlenhof, Lucklum
- Kupfermühle, Lucklum
- Voigtsmühle, Veltheim
- Loh- und Sägemühle, Neuerkerode
- Obere Papiermühle, Neuerkerode
- Petersmühle, Neuerkerode
- Untere Papiermühle, vor Obersickte, 1872 abgerissen
- Öl- und Walkmühle, Obersickte am Bad
- Sickter Mühle, Niedersickte, bis 2005 in Betrieb
- Apelnstedter Mühle, Apelnstedt
- Rautheimer Mühle, östlich Rautheim
- Klostermühle in Riddagshausen
- Walkemühle, Riddagshausen
- Gliesmaroder Mühle, Gliesmarode (Karl-Hintze-Weg).

Zuckerfabriken
Ab dem 19. Jahrhundert entstanden mit dem Anbau von Zuckerrüben die Zuckerfabriken in Salzdahlum und am Schöppenstedter Turm, deren Abwässer zu einer enormen biologischen Belastung führten. Beide Fabriken sind schon länger nicht mehr in Betrieb.

## Kulturelles
Die Wabe gilt als Vorbild des „Mühlbachs“ in Wilhelm Raabes Erzählung „Pfisters Mühle“ (1884). Raabe beschreibt dort die Folgen der Wasserverschmutzung durch die Rautheimer Zuckerfabrik.